# José Mojica Camejo
|  | No confondre amb José Mojica, religiós, actor i tenor mexicà |

José Antonio Mojica Camejo (Artemisa, 16 d'agost de 1987) és un ciclista cubà. Professional des del 2016 amb l'equip Start Vaxes.

## Palmarès
- 2015
  -  Campió de Cuba en ruta
  -  Campió de Cuba en contrarellotge
- 2016
  -  Campió de Cuba en ruta